# Església de Santa Maria Foris Portas
L'església de Santa Maria Foris Portas es troba al municipi de Castelseprio de la província de Varese (Itàlia), a una distància de 200 metres de la muralla d'un antic castrum, d'aquí va rebre el nom en llatí medieval (Foris Portas = 'fora la porta'). És l'edifici més antic de Castelseprio, l'únic que va sobreviure a la destrucció i a l'abandonament de l'antic barri fortificat, gràcies a la devoció lligada al lloc de culte. A causa d'aquest interès, té els frescos que decoren l'absis extraordinàriament ben conservats; de fet, són una de les pintures murals més importants de l'edat mitjana a Europa. L'edifici forma part de la sèrie Longobardi in Itàlia: i luoghi del potere ('Longobards a Itàlia: els llocs del poder'), que comprèn set testimonis d'arquitectura, escultura i art pictòric longobards, inscrits a la llista del Patrimoni de la Humanitat per la UNESCO el juny del 2011.

## Exterior
L'aparell arquitectònic de l'església s'ha cregut tradicionalment que es remuntava als segles VII-VIII, però recentment, mitjançant complexes proves físiques i químiques, ha estat datada al segon quart del segle ix, ja que per falta d'obres semblants a la zona no va ser possible comparar-la amb d'altres del mateix període. Per tant, pertany a l'art carolingi pel període de construcció, però al longobard per la seva idea conceptual i per la continuïtat arquitectònica, que remet a les basíliques paleocristianes de Milà dels segles IV i v, i que va ser continuada fins al segle xi.
L'església es presenta amb una gran simplicitat, precedida per un atri amb un gran arc, obert en el segle xvii, mentre que la planta és d'una sola nau rectangular, no gaire llarga, amb un absis per a cada costat a més a més del de l'entrada. Els tres absis són iguals llevat de la disposició de les finestres. Estan reforçats per contraforts externs i coberts per sostres semicònics.
Les excavacions realitzades a la rodalia de l'estructura van permetre trobar restes de construccions adjacents, que la historiografia tendeix a considerar com a cases privades dels comtes i dels gastald del Seprio, en una època en què, després del període carolingi, l'edifici era usat com a església privada. També es va trobar una fossa, d'època successiva als mateixos edificis, que s'unia al sud amb una altra fossa artificial. El fet que s'hagi descobert a les proximitats de l'església, a poca distància de l'atri, una tomba d'època carolíngia, fa presumir la presència d'una zona funerària reservada als senyors feudals del lloc.

## Interior

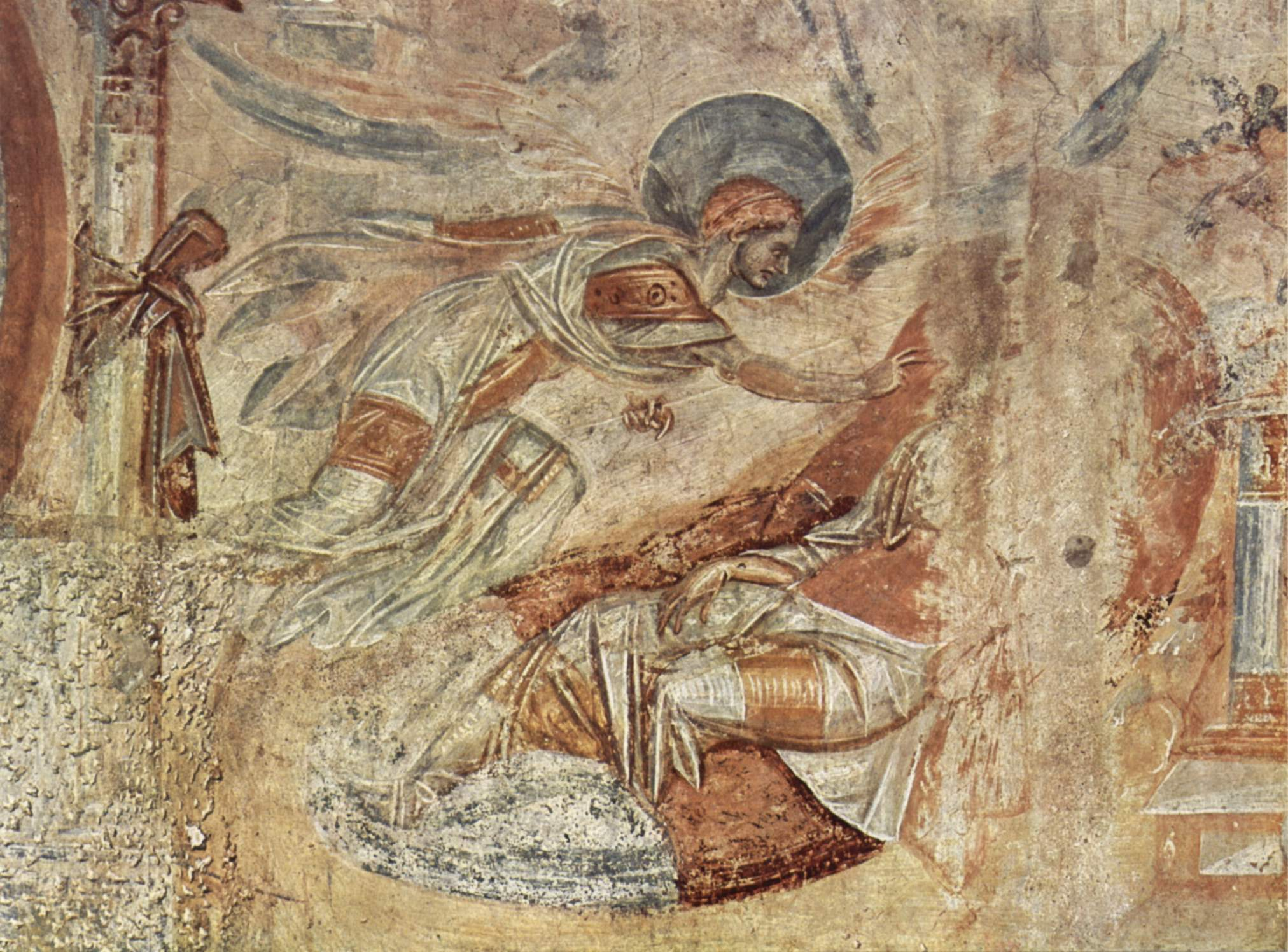
Sogno di Giuseppe ('Somni de Josep')

A l'interior l'església havia d'estar coberta de frescs i estucs, mentre que el paviment presentava motius amb tessel·les de marbre, similars als de les basíliques paleocristianes de Milà. Els frescs antics que han quedat es troben en parets de l'absis central, a més a més del costat que dona cap a l'església, separat de la nau per una paret on s'obre un arc de mig punt. Van ser descoberts als anys 40 i des d'aleshores s'han donat diverses opinions sobre la seva datació, encara que cap suficientment convincent.

### Iconografia
La iconografia és la de les escenes de la infància de Crist i es llegeix des de dalt de la paret que dona a l'exterior, on se segueixen en l'ordre següent: 
- L'Anunciació
- La visitació
- La prova de les aigües amargues
- El somni de Josep
- El viatge a Betlem

Entre escena i escena, sobre les finestres, hi havia pintures de medallons. Se'n conserva només el central: Crist beneint.
Un segon ordre inferior té intervals de finestres i conté les escenes següents:
- L'adoració dels mags
- El Nadal
- Fragments de dues escenes difícilment identificables.

L'elecció de les escenes està focalitzada en una completa descripció del dogma de l'encarnació, a sostenir la consubstancialitat de Crist, pel recurs a episodis narrats en els evangelis apòcrifs, com el Protoevangeli de Jaume i l'Evangeli del pseudo-Mateu, mitjançant simbologies complexes.